# Руэлас, Рафаэль
Рафаэль Руэлас (англ. Rafael Ruelas, родился 26 апреля 1971 в штате Халиско, Мексика) — мексиканский боксёр-профессионал, выступающий в лёгком лёгком (Lightweight) весе. Чемпион мира по версии Международной боксёрской федерации.